# Костел Внебовзяття Пресвятої Діви Марії (Білий Камінь)
Костел Внебовзяття Пресвятої Діви Марії (пол. kościół parafialny p.w. Wniebowzięcia Najświętszej Panny Marii) — культова споруда, колишній парафіяльний костел у колишньому містечку Білий Камінь Золочівського району Львівщини. Пам'ятка архітектури.

## Коротка історія
Через два роки після закінчення будови замку князь Юрій Корибут Вишневецький, його дружина Тереза Чапличівна вирішили заснувати латинську парафію. Зведений ними скромний однонавний костел із спадистим двосхилим дахом, що закінчувався невеликим ліхтарем, датується 1613 роком. У 1618 році князь Юрій Корибут Вишневецький помер, не залишивши спадкоємців, Білий Камінь перейшов до князя Яреми-Михайла Вишневецького — нащадка старшого брата його батька Михайла Вишневецького.
Власник міста Ярема Вишневецький разом з дружиною Ґризельдою із Замойських у 1640 році збільшили парафію, сприяли упорядкуванню, вдосконаленню тодішнього храму. Парафія була великою: належали парафіяни шести сіл (Белзець, Черемошня, Почапи, Скварява, Ушня, Жуличі), пізніше приєднався Бужок. Внаслідок національно-визвольної війни українського народу 1648—1657 років, подальших нападів татар, турків у 1667, 1672, 1675 роках костел зазнав значних руйнувань.
Польський історик Александер Чоловський писав, що костел збудований у 1700 році, наступна реконструкція відбулася у 1737 році, 25 жовтня (на порталі західного фасаду викарбувана дата: «Anos Dni MDCCXXXVII Dic XXV octobris») цього року відновлений костел був освячений (консекрований) в ім'я Внебовзяття Пресвятої Діви Марії. Кошти були надані власником міста, краківським каштеляном Янушем Антонієм Вишневецьким та дружиною Теофілією з Лєщиньських (1681—1757).
Костел був декорований у стилі бароко, набув свого сучасного вигляду. У 1766 році був відновлений та розширений: до апсиди з півночі було прибудовано ризницю. Очевидно, у цей час подвір'я було оточене цегляною огорожею та двома кутовими дзвіницями, брамою та капличкою-входом в стіні. Після реконструкцій XVIII століття костел, побудований Юрієм Корибутом Вишневецьким у 1613 році, втратив свій первісний вигляд. Усередині XVIII століття польський краєзнавець Еварист Анджей Куропатніцький у своїй книзі «Geografia albo dokladne opisanie Krolestw Galicyi i Lodomeryi» описує костел у Білому Камені як «чудовий» і «мурований».
У 1910-х роках будівлю було оновлено, інтер'єр прикрашено настінними розписами.
Авторитетний дослідник українського образотворчого мистецтва Володимир Овсійчук у своїй праці «Українське мистецтво II половини XVI століття — І половини XVII століття» зазначав, що костел у Білому Камені має оборонний вигляд, що «більшість храмів рубежа XVI—XVII століть були зведені за консервативними схемами ремісниками-мулярами, не обізнаними з новою програмою класицизму. В таких спорудах переважає готичний тип костелу — однонефний, з високим дахом, позбавлений продуманої системи декоративних прикрас, з практично вираженою обороноздатністю. Вони фундувалися заможними верствами, можновладцями, новоприйнятими в лоно католицької церкви, на доказ своєї правовірності. Тому, незважаючи на вкраплення скупих ренесансних декоративних оздоб, готичні риси залишаються визначальними в ряді провінційних костелів». До таких, між іншим, автор відносить костел у Білому Камені.
Польський релігійний діяч та публіцист отець Юзеф Анчарський, у своїй праці «Kronikarskie zapisy z lat cierpień i grozy w Małopolsce Wschodniej 1939—1946» описує настоятеля храму отця Вільгельма Вродарчика у лихолітті війни: «Парохом в Білому Камені є старенький отець Вільгельм Вродарчик, моїм батькам давав шлюб, а мене охрестив. Розповідав мені про трафунки, що трапилися за останніх декілька місяців, і про постійний жах смерті, що нависла над ним і людьми. Цей старий священик, вже близький до смерті — є для мене зразком. Він приймає людей, тому що він знає, що вони дійсно його потребують, так дуже, як зрідка, коли в історії народу, вірні потребували священика». 19 червня 1942 року отець Вільгельм знов очолив парафію у Білому Камені, залишився вірний своїй пастві до кінця своїх днів (за його сприянням був побудований костел у Скваряві).
Під час німецької окупації села, у 1941—1944 роках, богослужіння в храмі припиняються, костел і територія навколо нього перетворюється окупантами на склади зброї та боєприпасів. У 1944 році УПА влаштувало акцію проти поляків, у результаті якої загинуло близько 30 чоловіків з польських, мішаних українсько-польських родин. Це стало останнім приводом для еміграції представників місцевої польської громади.
Після закінчення війни 80-літній отець В. Вродарчик добровільно залишився у Львівській архидієцезії зі своєю нечисельною паствою. Коли, у 1947 році костел остаточно закрили та перетворили на колгоспну комору, а садибу пароха, збудовану на кошти прихожан та особисті збереження В. Вродарчика, було відібрано та у 1946 році переобладнане під лікарню, котра проіснувала там до 1989 року. Отець був змушений оселитися у приватному будинку парафіян: спочатку в будинку Павліковських, потім — в родині Рибаків. У парафіян відправляв службу Божу, виконував всі обов'язки священика. Можливо, проводив реєстрацію хрещень та інших таїнств. Відійшов на вічний спочинок В. Вродарчик 19 грудня 1950 року у віці 82 років. Траурну церемонію від будинку померлого до місця поховання очолював о. Ян Ценський — парох Золочева.
У післявоєнні роки культову споруду перетворили як колгоспну комору, прилеглу до костелу територію перетворено на склад міндобрив, гаражі.
1963 року костел Внебовзяття Пресвятої Діви Марії став пам'яткою архітектури, отримав охоронний № 430.
9 квітня 1975 року обласна комісія констатувала, що технічний стан споруди був жахливим: тиньк, на значній площі поверхні стін, відшарувався та відлетів, склепіння будівлі впали або пошкоджені, тобто у аварійному стані, віконні цегляні обрамлення пошкоджені, віконне скло повністю відсутнє, дверне полотно вимагає значного ремонту, частина карнизу втрачена, а та, що залишилася, у аварійному стані, у такому самому становищі покрівля, елементи внутрішнього оздоблення цілком втрачені. Реставрацію здійснювала Львівська міжобласна спеціалізована науково-реставраційна виробнича майстерня. В процесі реставрації костелу в 1977—1982 роках, під керівництвом архітектора І. Піхурко, було розібрано прибудову, відновлено декор, прибито арочні отвори в огорожі, у них вставлено металеві решітки. Та найбільше ремонтно-реставраційних робіт проведено на даху: замінено частину поперечних балок, стінок, відкосів, крокв, повністю замінено всі опорні елементи під дерев'яними конструкціями даху, конструкції сигнатурки та запроектовано втрачену верхню її частину, поміняно більшу частину покрівельної бляхи. В інтер'єрі сильно знищені розписи було замальовано білим вапном, встановлено парове опалення. Проведено благоустрій території.
Пам'ятку архітектури було віддано Львівській картинній галереї. Виставковий зал було відкрито наприкінці грудня 1982 року. Виступаючи на мітингу, з нагоди його відкриття, заступник голови Львівського облвиконкому І. Алаєва, директор Львівської картинної галереї Борис Возницький, місцева мешканка Галина Бохонко, казали про важливість відновлення костелу, створення в ньому музею. Після перерізання червоної стрічки присутні оглянули виставку творів радянських художників, присвячену 60-літтю утворення СРСР. Першими відвідувачами музею стали мешканці Білого Каменя та навколишніх сіл, учні місцевої школи ім. І. С. Конєва. Експозиція виставкового залу змінювалася чотири рази на рік, загальна площа експозиції становила 500 м². Завідувала музеєм колишня вчителька О. Куйбіда, пізніше — Я. Куйбіда.
Білий Камінь було внесено до туристичного маршруту по історичних, архітектурних та культурних пам'ятках Львівщини. За 14 років існування виставкового залу його відвідали багато зарубіжних делегацій, залишили схвальні записи у книзі відгуків. У 1987 році село відвідав колишній директор Білокамінської школи, доцент Львівського університету А.Кухта; в книзі відгуків зробив запис: «Хорошу справу зробила Львівська картинна галерея, відкривши філію у славному Білому Камені. Щира подяка правлінню колгоспу та селянам за турботу про популяризацію творів мистецтва серед народу».
«Диво» закінчилося у червні 1996 року: виставковий зал було зачинено, відтоді споруда не використовується. Римо-католицької громади у Білому Камені немає. Людська недбалість, природні явища поволі знищують цей пам'ятник сакральної архітектури. Проте, старовинний костел разом з ажурною арочною огорожею і далі залишається яскравим твором, у якому переплелися риси архітектури ренесансу і бароко.

## Опис
Костел однонавовий, у плані хрестоподібний з п'ятигранною апсидою. Фундамент виконано з бутового каменю з цоколем із тесаних кам'яних блоків. Стіни муровані з цегли з вкрапленнями білокам'яних тесаних блоків. Фасади костелу розчленовані пілястрами композитного ордеру, кути бокових гілок на половині висоти відмічені діамантовим рустом. Карниз викладено з лекальної цегли. Головний, західний, вхід костелу оздоблений білокам'яним порталом та декорований фігурним бароковим фронтоном з пружними волютами. Розчленовані маси споруди утворюють динамічну композицію, що завершується ажурною сигнатуркою.
В інтер'єрі простір має бокові відгалуження — каплиці. Будівля перекрита системою хрестових і напівциркулярних склепінь. Апсида має зімкнуте склепіння з розпалубками, що сходяться у центрі. За розділення фасадів інтер'єрів відповідають пілястри тосканського ордеру. Хори муровані, складаються з 3-х аркад, які опираються на філяри з пілястрами тосканського ордеру. Облямування більшості вікон — цегляне, нескладне за конфігурацією. Двері дерев'яні оздоблені багатою різьбою. Під костелом (крипти — під раменами трансепту) знаходиться система підвалів та підземних ходів, які, скоріше за все, сполучали споруду із замком.
Портрети Януша Антонія Вишневецького (сарматський) та дружини Теофілії з Лєщиньських зараз знаходяться в Олеському замку (філія Львівської картинної галереї).

## Світлини

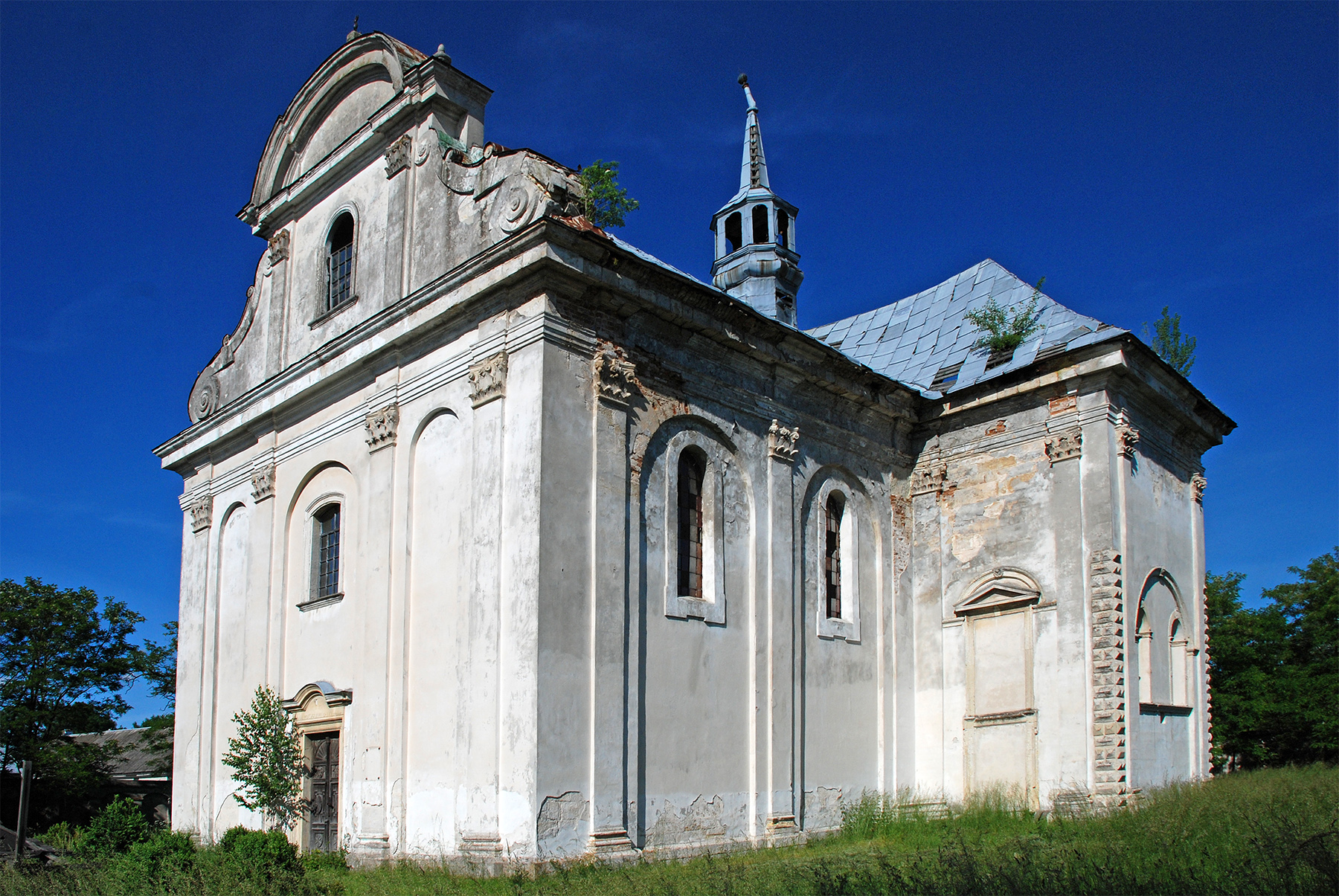
літо 2010
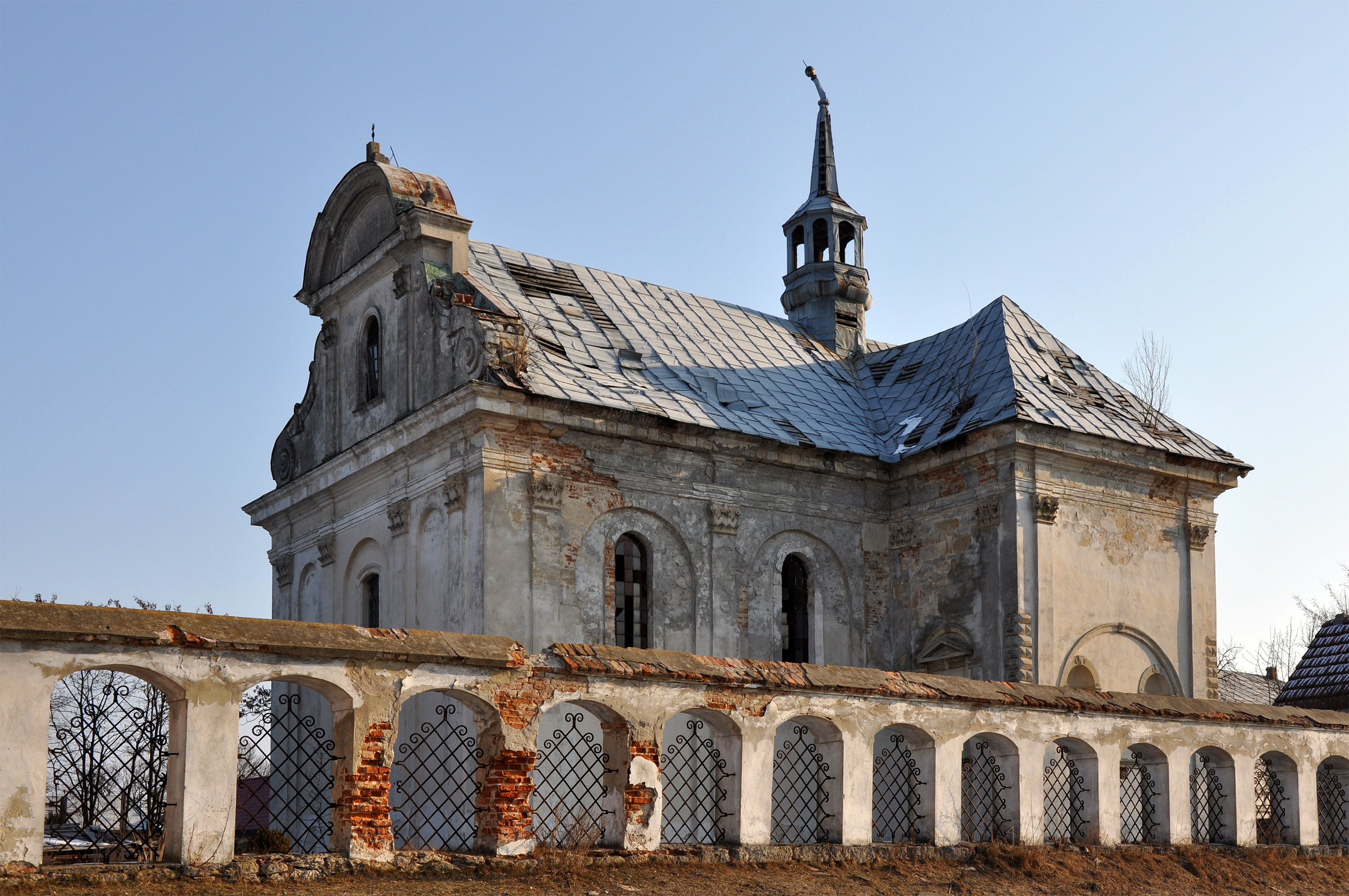
весна 2012